# 曲江站
曲江站，位于中华人民共和国云南省红河哈尼族彝族自治州建水县曲江镇，是昆玉河铁路上的火车站，由中国铁路昆明局集团管辖。

## 历史
- 建于2013年。

## 业务办理
客运：乘客乘降。货运: 货物整车到发。

## 外部連結
- 中国铁路客户服务中心 （页面存档备份，存于）